# منتخب روسيا لكرة الماء
منتخب روسيا الوطني لكرة الماء هو المنتخب الذي يمثل روسيا في منافسات كرة الماء للرجال، ويقوم إتحاد روسيا لكرة الماء بإدارة شؤونه، تمكن المنتخب من الفوز بميداليتين فضية وبرونزية في الألعاب الأولمبية كما تمكن من الفوز في الدوري العالمي لكرة الماء مرة واحد في سنة 2002 وحل مرتين بالمركز الثالث في بطولة العالم

## وصلات خارجية
- موقع الاتحاد الروسي لكرة الماء